# Ryan Navion
Navion Ryan (izvirno North American Aviation) je enomotorno štirisedežno športno letalo z uvlačljivim podvozjem, ki ga je prvotno zasnovalo in izdelalo podjetje North American Aviation v štiridesetih letih dvajsetega stoletja. Kasneje sta ga izdelovala Ryan Aeronautical Company in Tubular Steel Corporation. Navion je bil zamišljen kot letalo, ki bi se popolnoma ujemalo s pričakovanim povojnim razcvetom civilnega letalstva. 

## Oblikovanje in razvoj
Navion je ob koncu druge svetovne vojne prvotno zasnoval North American Aviation kot NA-143 (vendar proizveden pod oznako NA-145).  NAA je v letih 1946–47 izdelal 1.109 Navionov, ki so jih sprva prodajali po nižji ceni od 3.995 USD, ki se je kasneje povečala na 6.100 USD,  čeprav je dejanski strošek gradnje znašal 9.000 USD.  Med njimi je bilo 83 L-17A za ameriško vojsko in nacionalno gardo. 
Ryan Aeronautical Company je načrt pridobila poleti 1947 in začela proizvodnjo v svoji tovarni v San Diegu leta 1948.   Ryan je zgradil 1240 Navionov (poganja jih 205 hp (153 kW) motorji Continental O-470 ali 250 hp (190 kW) motorji Lycoming O-435 ), vključno s 163 letali za ameriške oborožene sile, preden se je proizvodnja končala leta 1951, pri čemer se je Ryan želel osredotočiti na vojaško proizvodnjo.   
Proizvodne pravice so prešle na korporacijo TUSCO, ki je 10. junija 1960 poletela s prototipom prenovljene različice Navion Rangemaster G in ustanovila Navion Aircraft Company za njegovo izdelavo. Rangemaster G je zamenjal drsno streho prejšnjih modelov Navions z bolj običajno kabino s petimi sedeži z dostopom skozi  vrata. Proizvodnja se je začela leta 1961 in do sredine leta 1962 naj bi znašala 20 na mesec,   vendar je šlo Navion Aircraft Company v stečaj  in pravice do Naviona je prevzel Navion. Aircraft Corporation, ki so jo ustanovili člani American Navion Society sredi leta 1965. 

## Zgodovina delovanja
Medtem ko je Republic ponudil amfibijsko letalo Seabee, je Cessna ponudila 195, Beechcraft pa je ponudil daleč najuspešnejši tip Bonanza, ki ostaja v proizvodnji še danes. Vsa ta letala, vključno z Navionom, so bila znatno kot naprednejša od predvojnih civilnih letal in so postavila temelje za letala, izdelana iz aluminija. Mislili so, da se bodo vojni piloti vrnili domov in nadaljevali letenje s svojimi družinami in prijatelji v bolj mirnih razmerah, vendar se povojni razcvet civilnega letalstva ni uresničil v tolikšni meri, kot so si zamislili proizvajalci. 
Zračne sile Združenih držav Amerike so leta 1946 kupile 83 letal L-17A od Severne Amerike, kot povezovalna in štabna transportna letala, pri čemer jih je 36 šlo vojski, 47 pa nacionalni gardi. Ti so bili dopolnjeni s 163 L-17B iz leta 1948, ki so jih naročile ameriške zračne sile v imenu kopenske vojske in nacionalne garde, pri čemer jih je 129 šlo vojski, ostali pa nacionalni gardi.  Med korejsko vojno je mornarica ameriške vojske dodala evakuacijo ponesrečenih in zračnega krmilnika letalu za zvezo in lahki transport.   Letalo Navion je bilo do leta 1957 postopoma opuščeno iz uporabe na prvi liniji, letalo pa je bilo predano civilni zračni patrulji.  

## Operaterji

### Civilno
Navion je priljubljen med zasebniki in podjetji.

### Vojaški
Grčija
- Royal Hellenic Air Force [10]

 ZDA
- Zračne sile Združenih držav [11]
- Zračna nacionalna garda [12]

## Tehnični podatki (Super 260 Navion)
- Posaka: 1
- Potniki: 3 -4 potniki
- Dolžina: 27 ft 6 in (8.38 m)
- Razpon: 33 ft 5 in (10.19 m)
- Višina: 8 ft 8 in (2.64 m)
- Površina kril: 184 sq ft (17.1 m2)
- Prazen: 1,930 lb (875 kg)
- MTOM: 2,850 lb (1,293 kg)
- Rezervoarji: 40 US gal (33 imp gal; 150 L)
- Motor: 1 × Lycoming GO-435-C2 air-cooled flat-six engine, 260 hp (190 kW)   (take-off power)

Zmogljivosti
- Max hitrost: 174 mph (280 km/h, 151 kn)
- Hitrost križarjenja: 170 mph (270 km/h, 150 kn)
- Doseg: 595 mi (958 km, 517 nmi)
- Servisna višina: 18,000 ft (5,500 m)
- Hitrost vzpenjanja: 1,250 ft/min (6.4 m/s)
- Dolžina vzletne steze: 400 ft (120 m)
- Dolžina pristajale steze: 468 ft (143 m)

## Poglej tudi
- Beechcraft Bonanza
- Mooney M20
- Piaggio P.149
- Piper Comanche
- Commaner 114